# Tonnac
Tonnac é uma comuna francesa na região administrativa de Occitânia, no departamento de Tarn. Estende-se por uma área de 11,23 km². Em 2010 a comuna tinha 102 habitantes (densidade: 9,1 hab./km²).